# Distretto di Phachi
Il distretto di Phachi (in thailandese: ภาชี) è un distretto (amphoe) della Thailandia, situato nella provincia di Ayutthaya.